# Michael Landau (Priester)
Michael Landau (* 23. Mai 1960 in Wien) ist ein österreichischer römisch-katholischer Geistlicher. Von 2013 bis 2024 war er Präsident der Caritas Österreich und von 1995 bis 2023 Direktor der Caritas der Erzdiözese Wien. Seit 2020 ist er Präsident der Caritas Europa.

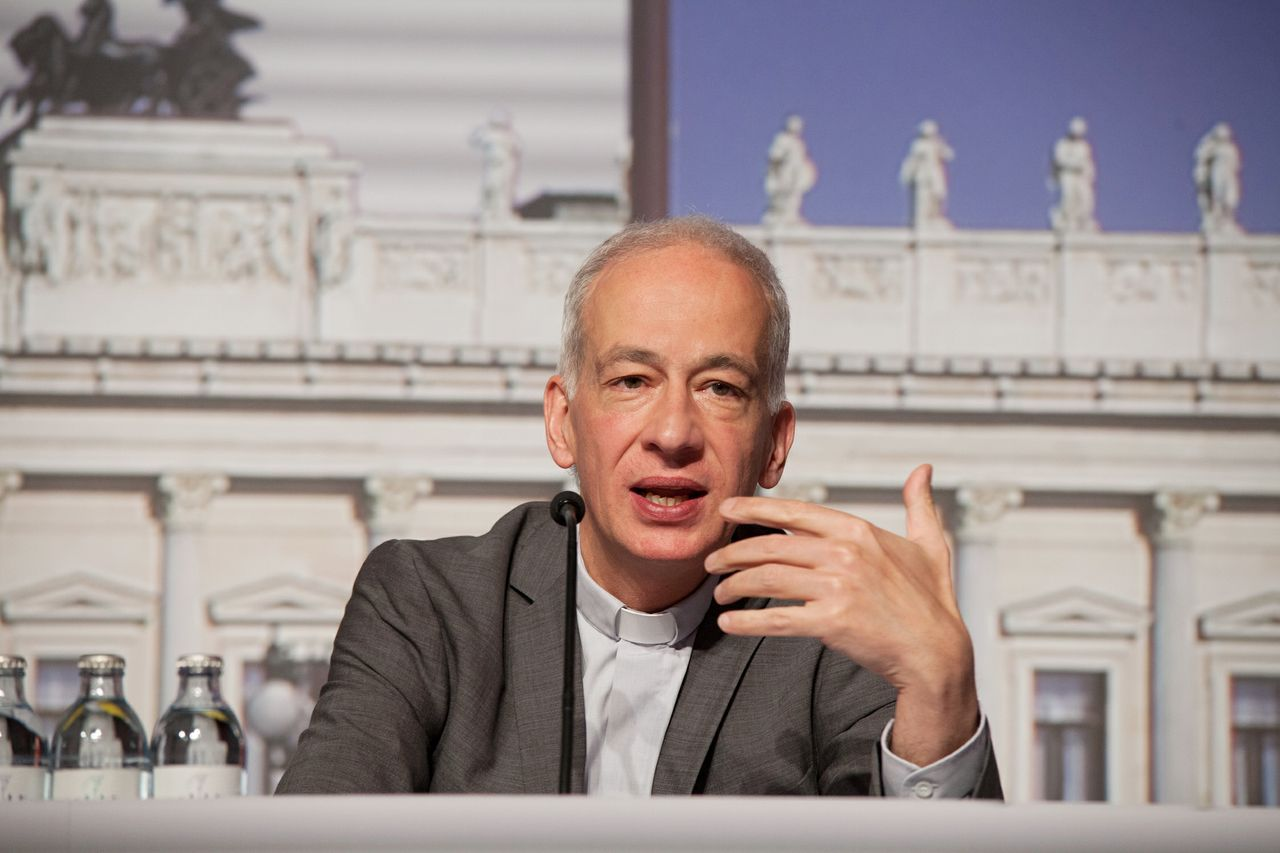
Michael Landau (2013)

## Leben
Michael Landau ist der erste Sohn aus der Ehe des jüdischen Vaters Erwin Landau, der 1939 aus Österreich flüchten musste und nach seinem Aufenthalt in Shanghai 1947 nach Österreich zurückkehrte, und der katholischen Mutter Eva Landau. Sein jüngerer Bruder ist der ehemalige Lehrer, Dirigent und Bildungsaktivist Daniel Landau.
Michael Landau maturierte 1978 am Schopenhauer Realgymnasium und begann anschließend das Studium der Biochemie, das er 1986 mit dem Doktorat abschloss. Während seiner Studienzeit trat er in die katholische Kirche ein und wurde 1980 getauft. Seit seiner Gymnasialzeit ist er Mitglied bei den katholischen Mittelschulverbindungen K.P.V. Thuiskonia Wien und Ö.K.C. Kahlenberg, beide im MKV. Weiters ist er Bandphilister der KMV Siegberg Dornbirn im VMCV. Seit 2005 ist er Ehrenmitglied der K.Ö.H.V. Alpenland zu Wien im ÖCV.
1986 nahm Landau ein Zweitstudium der Katholischen Theologie an der Universität Wien auf. Im selben Jahr trat er in das Priesterseminar ein und studierte Philosophie und Katholische Theologie. 1999 wurde er nach einem Doktoratsstudium in Kirchenrecht an der Päpstlichen Universität Gregoriana mit der Arbeit Amtsenthebung und Versetzung von Pfarrern zum Dr. iur. can. promoviert. Im Oktober 1992 wurde er in Rom zum Priester geweiht. Danach absolvierte er Pastoralpraktika in den Wiener Pfarren Rudolfsheim und St. Christoph am Rennbahnweg und arbeitete in der Pfarre Gallicano nel Lazio bei Rom.
Im Dezember 1995 übernahm er von Helmut Schüller die Leitung der Caritas der Erzdiözese Wien. Dieses Amt übte er bis 1. Februar 2023 aus. Ab dem 13. November 2013 war er Präsident der Caritas Österreich. Im Mai 2020 wurde er in der Nachfolge Lucas Van Looys zum Präsidenten der Caritas Europa gewählt. Im November 2023 gab er bekannt, nicht mehr für das Amt des Caritas-Präsidenten Österreichs zu kandidieren, zu seiner Nachfolgerin ab Februar 2024 wurde Nora Tödtling-Musenbichler gewählt.
Landau ist Domkustos des Wiener Stephansdoms und als solcher Mitglied des Domkapitels. Am 1. Februar 2024 wurde ihm im Domkapitel ein unbefristetes Kanonikat Rudolphinischer Stiftung verliehen. Medienberichten folgend, war Landau im Dreiervorschlag des Nuntius für die Nachfolge des Wiener Erzbischofs Christoph Schönborn 2025 vorgesehen, hat aber abgelehnt.

## Ehrungen und Auszeichnungen
- Professor h. c. an der Erzbischöflichen Theologischen Hochschule Veszprém (2002)[7]
- Großes Ehrenzeichen für Verdienste um die Republik Österreich (2006)[7]
- Greinecker Seniorenpreis für sein Engagement in Hospizbewegung, Altenpflege sowie für Demenzkranke (2006)[7]
- Titel Monsignore (2006)[7]
- Investitur in den Ritterorden vom Heiligen Grab zu Jerusalem (2007)[15]
- Goldenes Ehrenzeichen für Verdienste um das Land Wien (2012)[7]
- Ehrenpreis des Bruno-Kreisky-Preises für Verdienste um die Menschenrechte (2019)[16]

## Werke
- Amtsenthebung und Versetzung von Pfarrern. Eine Untersuchung des geltenden Rechts unter besonderer Berücksichtigung der Rechtsprechung der Zweiten Sektion des Höchsten Gerichts der Apostolischen Signatur. Peter Lang, Frankfurt 1999, ISBN 978-3-631-35686-9 (Zugl.: Rom, Pontificia Univ. Gregoriana, Diss., 1999).
- Weihnachten. Holzhausen, Wien 2005, ISBN 3-85493-226-X.
- Solidarität. Anstiftung zur Menschlichkeit. Brandstätter Wien 2016, ISBN 978-3-7106-0055-5.